# Luis Chero Zurita
Luis Enrique Chero Zurita, (né le 24 avril 1958 à Chiclayo, capitale de la région de Lambayeque, Pérou) est un archéologue péruvien, qui participa sous la direction de Walter Alva à la mise au jour, en 1987, après un an d'efforts, de la tombe du Seigneur de Sipán, datant d'environ 290 apr. J.-C., considérée comme la découverte la plus marquante des deux dernières décennies du XXe siècle, dans le domaine de l'archéologie précolombienne.

## Biographie
Luis Chero Zurita étudie l'archéologie à l'université de Trujillo, dont il sort diplômé après avoir soutenu une thèse sur « Études de tombes Moche dans le secteur II-Sud du complexe archéologique de Huaca Rajada-Sipán, Vallée de Chancay - Lambayeque. »
Archéologue résident du Projet archéologique Sipán dès l'origine, Luis Chero Zurita prend en charge,  conjointement avec l'épouse de Walter Alva, l'anthropologue Susana Meneses de Alva (1948-2002), décédée depuis, le travail de terrain qui aboutit à la mise au jour des tombes royales de Sipán (la tombe du Seigneur de Sipán, celles du Vieux Seigneur, du prêtre et celles des guerriers et des nobles), dont il assura ensuite, jusqu'en 2000 la fouille scientifique.
Au mois de mars 2007, toujours sous la direction de Walter Alva, il entreprend une nouvelle campagne de fouilles du site de Sipán, orientée vers l'étude de l'architecture et des nouveaux ensembles funéraires.
En tant qu'archéologue résident et directeur du musée du site Huaca Rajada-Sipán (es), il organise de nouvelles saisons de recherche archéologique à Sipán, relancées en mars 2007 et poursuivies jusqu'à aujourd'hui, au cours desquelles les pyramides du secteur monumental de Sipán ont été fouillées et les tombes 14, 15 et 16 ont été découvertes sur la plate-forme funéraire.